# Szaleństwo (film)
Szaleństwo (ang. Rampage) – amerykański thriller z 1987 roku w reżyserii Williama Friedkina, zrealizowany na podstawie powieści Williama Wooda.

## Fabuła
Młody chłopak Charlie Reece zabił rodzinę podczas świąt, a następnie wypił ich krew. Zostaje ujęty, ale udaje mu się zwiać i zaczyna zabijać. Chłopaka udaje się znowu schwytać. Zaczyna się jego proces. Prokurator Anthony Fraser – przeciwnik kary śmierci - pod wpływem okrucieństwa mordu żąda wyroku skazującego na śmierć, nie widząc żadnej okoliczności łagodzącej. Ale jego obrońcy i psychiatrzy wierzą w to, że Reece jest niepoczytalny i powinien leczyć się psychiatrycznie. Wszystko teraz zależy od ławy przysięgłych.

## Obsada
- Michael Biehn - Anthony Fraser
- Alex McArthur - Charlie Reece
- Nicholas Campbell - Albert Morse
- Deborah Van Valkenburgh - Kate Fraser
- John Harkins - Dr Keddie
- Art LaFleur - Mel Sanderson
- Billy Green Bush - Sędzia McKinsey
- Royce D. Applegate - Gene Tippetts
- Grace Zabriskie - Naomi Reece
- Carlos Palomino - Nestode
- Roy London - Dr Paul Rudin
- Donald Hotton - Dr Leon Gables
- Andy Romano - Spencer Whalen
- Patrick Cronin - Harry Bellenger
- Roger Nolan - Dr Roy Blair
- Rosalyn Marshall - Sally Ann
- Whit Hertford - Andrew Tippetts

## Nagrody i nominacje (wybrane)
Nagrody Saturn 1992
- Najlepsza reżyseria - William Friedkin (nominacja)